# Церква Преображення Господнього (Спас)
Церква Преображення Господнього — культова споруда та пам'ятка архітектури у селі Спас Кам'янка-Бузької міської громади Львівського району Львівської області. Церква розташована на березі ріки Західний Буг. 

## Історія
Давню дерев'яну церкву Преображення Господнього було зведено у 1857 році, у 1904 році відбулася її перебудова та наново посвячена у 1905 році. Під час війни, у 1914 році, село та церква-каплиця Преображення згоріли. Тоді для проведення богослужінь звели тимчасову провізоричну дерев'яну каплицю. Церква Преображення Господнього була дочірньої до церкви Святої Параскеви у Деревлянах.
Теперішню церкву збудували (згідно різьбленого напису над входом до церкви): «…стараннями, коштами і трудами пароха о. Петра Задворняка та парафіян Спаса під проводом будівничого Григорія Яськова року Божого 1932» на березі ріки Західний Буг. Проєкт церкви виготовив архітектор А. Смолюховський. За іншими даними план церкви був спроєктований місцевим дяком Семеном Івановичем Дяківським. Дерево для церкви закупили у пані Лукасевичевої, дуб на підвалини — в місцевого пана Бартманського. Будівництво церкви тривало п'ять місяців і 23 жовтня 1932 року її посвятив о. декан Михайло Цегельський. Семен Дяківський також був теслею на будівництві та у 1935—1939 роках виготовив з ясена та інкрустував мореним дубом оригінальний «плаский» іконостас, пізніше розписаний відомим українським художником Антіном Манастирським. На північний-захід від церкви розташована дерев'яна двоярусна дзвіниця, накрита наметовим дахом. Близько церкви розташований цвинтар.
Протягом 1961—1989 років церква була закрита. Нині церква перебуває в користуванні місцевої релігійної громади УГКЦ.

## Архітектура
Будівля церкви тризрубна, одноверха. До вівтаря симетрично прибудовані ризниці. Характерна особливість церкви — над прибудованим з заходу до бабинця присінком, надбудована зовнішня проповідниця, вкрита трисхилим дахом, на якому посаджений восьмерик увінчаний наметовим верхом з ліхтарем і маківкою. Церкву оточує піддашшя. Стіни підопасання шальовані вертикально дошками, надопасання — оббиті фарбованим гонтом. Крім головного входу із заходу існує бічний у південній стіні нави. На гребенях даху нави влаштовані чотири невеликі ліхтарі з маківками — ще одна особливість церкви у Спасі. Високий світловий восьмерик нави вкритий банею, яку завершує ліхтар з маківкою.

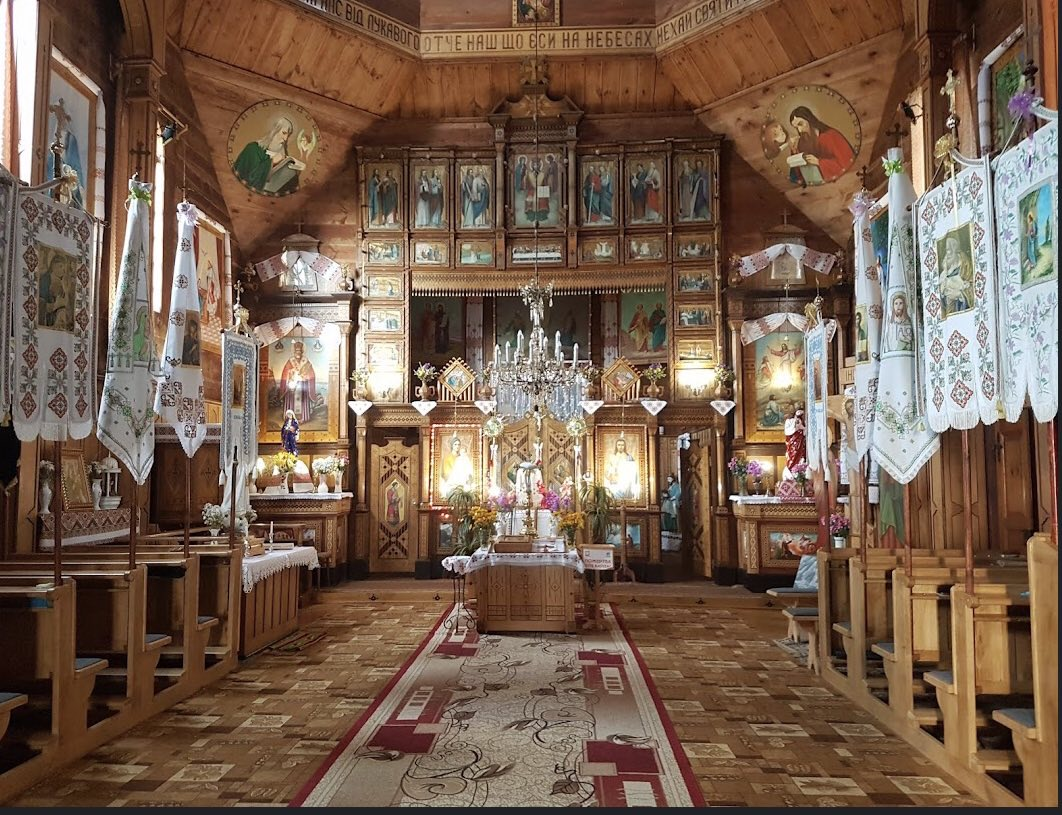
Церква Преображення Господнього у с. Спас